# Aniele Boży

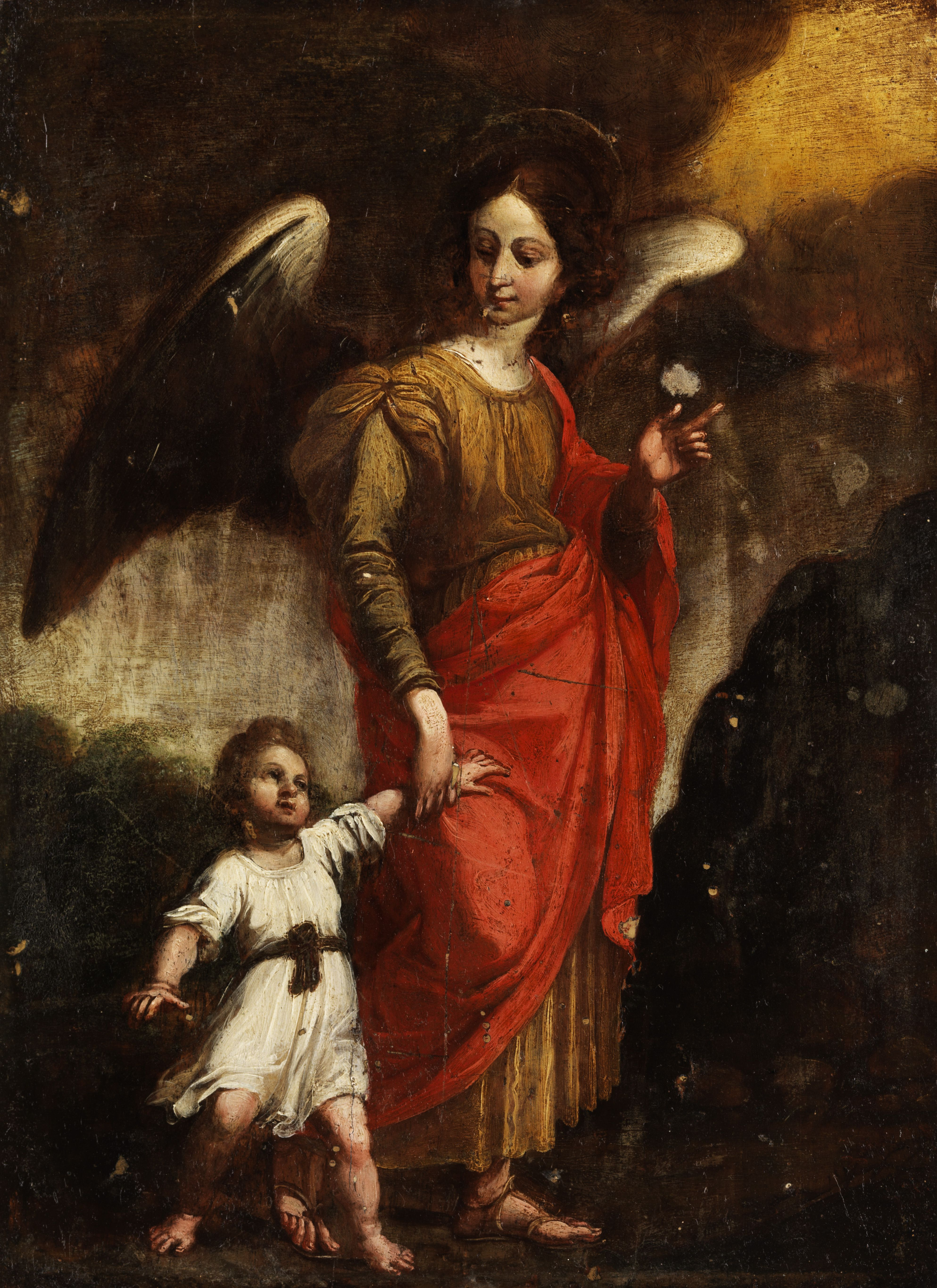
Modlitwa Aniele Boży jest jedną z pierwszych modlitw, której uczą się dzieci

Aniele Boży (łac. Oratio ad Angelum Custodem) – tradycyjna katolicka codzienna modlitwa, będąca prośbą wiernych o opiekę anioła stróża. Przeznaczona jest do prywatnego, codziennego odmawiania w ramach pacierza.

## Tekst
Tekst polski modlitwy brzmi następująco:
Aniele Boży

Aniele Boży, stróżu mój,

Ty zawsze przy mnie stój.

Rano, wieczór, we dnie, w nocy

Bądź mi zawsze ku pomocy,

Strzeż duszy, ciała mego, (lub: Broń mnie od wszelkiego złego)

zaprowadź mnie do żywota wiecznego. (lub: I doprowadź do żywota wiecznego.) 

Amen.

Oryginalny tekst łaciński: Oratio ad Angelum Custodem

Angele Dei, qui custos es mei,

me, tibi commissum pietate superna,

illumina, custodi, rege et guberna.

Amen.

Modlitwa została przetłumaczona na wiele języków.

## Znaczenie
Modlitwa do Anioła stróża jest wyrazem jedności chrześcijańskiego wyznania wiary i modlitwy, wyrażonej maksymą Lex orandi, lex credendi. Według Katechizmu Kościoła Katolickiego, każdy chrześcijanin ma swojego duchowego opiekuna, zwanego aniołem stróżem:

Życie ludzkie od początku aż do śmierci jest otoczone opieką i wstawiennictwem aniołów. "Każdy wierny ma u swego boku anioła jako opiekuna i stróża, by prowadził go do życia". Już na ziemi życie chrześcijańskie uczestniczy – przez wiarę – w błogosławionej wspólnocie aniołów i ludzi, zjednoczonych w Bogu (Katechizm Kościoła Katolickiego 336).

Stąd w Kościele katolickim w ciągu wieków propagowano modlitwy będące prośbą o opiekę aniołów. Także ta konkretna modlitwa „Aniele Boży” spotkała się z aprobatą i zachętą papieży.

## Historia
Historia modlitwy sięga XI w. Pierwotnie autorstwo łacińskiej wersji przypisywano benedyktynowi św. Anzelmowi z Canterbury. Jednak na podstawie późniejszych badań inspirację dla jej stworzenia przypisuje się obecnie Reginaldowi z Canterbury (ur. ok. 1050 we Francji, zm. po 1109), innemu benedyktynowi współczesnemu Anzelmowi, gdyż modlitwa wykazującą wiele podobieństw do modlitwy Aniele Boży znajduje w Żywocie św. Malchusa, mnicha syryjskiego, spisanym przez Reginalda.
Pod koniec XIX w. jezuita ks. Karol Antoniewicz (autor m.in. pieśni Chwalcie łąki umajone oraz W krzyżu cierpienie) przetłumaczył swobodnie modlitwę z łaciny, nadając jej formę wierszowaną. W XX w. pojawiły się różne warianty tekstu: „strzeż duszy, ciała mego” lub „broń mnie od wszelkiego złego”, a także „zaprowadź mnie do żywota wiecznego” lub „i doprowadź do żywota wiecznego”.
Świadectwem wiekowej popularności tej modlitwy jest informacja w książce napisanej w XIX w. przez św. Jana Bosko, znanego opiekuna dzieci i młodzieży. Przekazał on informację o dwóch papieżach, którzy pod koniec XVIII i na początku XIX wieku związali z tą modlitwą odpusty:

Aby pobudzić Wiernych do częstego uciekania się do św. Anioła Stróża, świątobliwi papieże Pius VI a następnie Pius VII rozszerzyli następujące odpusty na wszystkich wiernych chrześcijan obu płci: 100-dniowy odpust za każdym razem, gdy ze skruszonym sercem odmówi się Aniele Boży w dowolnym języku; a tym, którzy odmawiają tę modlitwę rano i wieczorem przez cały rok, odpust zupełny w dzień święta świętych Aniołów Stróżów; a tym, którzy przynajmniej raz dziennie będą ją odmawiać, odpust zupełny według uznania, pod warunkiem, że będą po spowiedzi i po komunii św. i nawiedzą (68 [154]) jakiś kościół, modląc się za Najwyższego Pasterza. Wszystkie te odpusty mogą zostać ofiarowane za dusze czyśćcowe.